# Gravhög
Gravhög eller gravkulle är ett enkelt och uråldrigt gravmonument i form av en stor hög som anlagts ovan den begravde som förekommer över stora delar av världen. De tjänar både som skydd mot gravplundring och som minnesmärke till den avlidnes eftermäle. Ju större hög desto mer resurser krävs för att resa den. Högens storlek och läge kan således avse att påvisa den dödes makt och ställning, även efter sin bortgång.
Denna artikel behandlar endast gravhögar i de nordiska länderna. Artikeln Gravhögar i Europa omfattar ett större område.

## Fornnordiska gravhögar

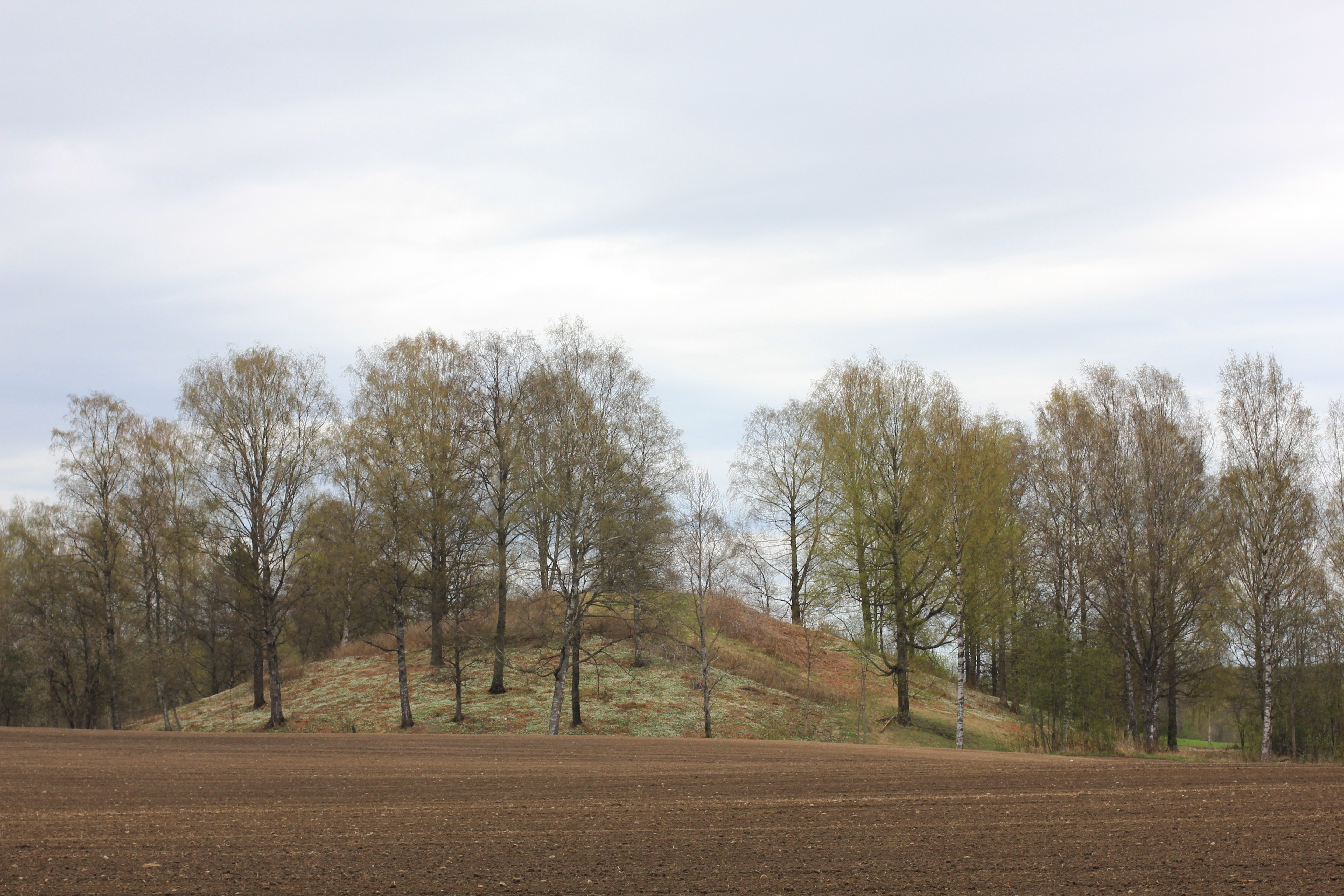
Den norska gravhögen Raknehaugen.

Gravhög som markering för gravar var ett fornnordiskt gravskick som var  vanligt från neolitikum till vikingatiden. Nordens största hög är Raknehaugen i Norge har enligt vissa källor en  diameter av 100 meter och höjd av 15 meter. Raknehaugen är bara 77 meter i diameter enligt Store norske leksikon. Det är svårt att få tillförlitliga uppgifter om stora högars diameter och olika uppgifter är vanligt förekommande.  

## Gravhögar i Danmark
En gravhög är en fornlämning och i Danmark är den vanligtvis fredad. Gravhögarna har använts från tidigneolitikum, till övergången till kristen tid i slutet av vikingatiden.
En gravhög är byggd av jord, torv men innehäller också oftast sten och täcker en gravplats. Gravplatsen kan innehålla flera gravar. Primärgraven, den första graven på platsen, ligger oftast i mitten av högen. Det kan finnas en eller flera sekundärgravar i högen. Högarnas storlek och form varierar avsevärt. Högens storlek kan vara relaterat till den avlidnes status. Oftast är en gravhög rund i planlösningen och kallas en rund hög. Avlånga högar kallas långhögar och det finns även elliptiska högar. I Danmark har spår av cirka 85 000 gravhögar registrerats, medan det på 2000-talet finns lite fler än 22 000 fredade gravhögar spridda över Danmark.
Alla högar som har byggts har inte varit gravar. Vissa gravhögar är tomma och kan ha byggts som minnesmärken. Många högar kan ha haft religiös eller rituell betydelse, och kultiska handlingar av olika slag kan ha ägt rum på högarna. Högar som är platta på toppen kan ha byggts upp, eller kan ha använts för ritualer som dans eller som samlingsplatser till exempel som tingshögar. Bredhøj är en känd så kallad dansehøj.  Danshögar har platt topp och har en diameter på över 30 meter. Ibland har klockstaplar byggts på dessa högar men de kan också ha fätt en en platt topp under medeltiden då en klockstapel uppfördes. I vissa fall har högarna blivit avrättningsplatser som Galgebakken (en del av Hashøjene-gruppen). Gravhögarhar också använts som fyrar (baune), då eldar tändes på natten, ett exempel utgör Hyrdehøj. En sneglehøj (ormkulle) har en stig till toppen. Ibland placerades en rest sten på gravhögen, denna danska form av menhir är känd som bautasten. Den mest kända bautasten i Danmark är Hellig Kvinde'op på Bornholm. Enligt folksagor är detta en helig kvinna och de mindre stenarna runt är hennes barn. I Sverige har Inglinge hög en rest sten med  ett gravklot
Sagokungar är associerade till gravhögar, såsom Kong Asger Høj  på Møn som är en väbevarad gånggrift, Kong Grøns Høj och Kong Svends Høj på Lolland som är en gånggrift, Kong Humbles Grav och Kong Renes Høj på Langeland, Kong Knaps Dige på Jylland och Kong Rans Høj vid Randbøl. På Själland ligger Kong Skjolds Høj, Kong Øres Grav  som är en långdös och Kong Suders Høj.

### Högar från stenåldern

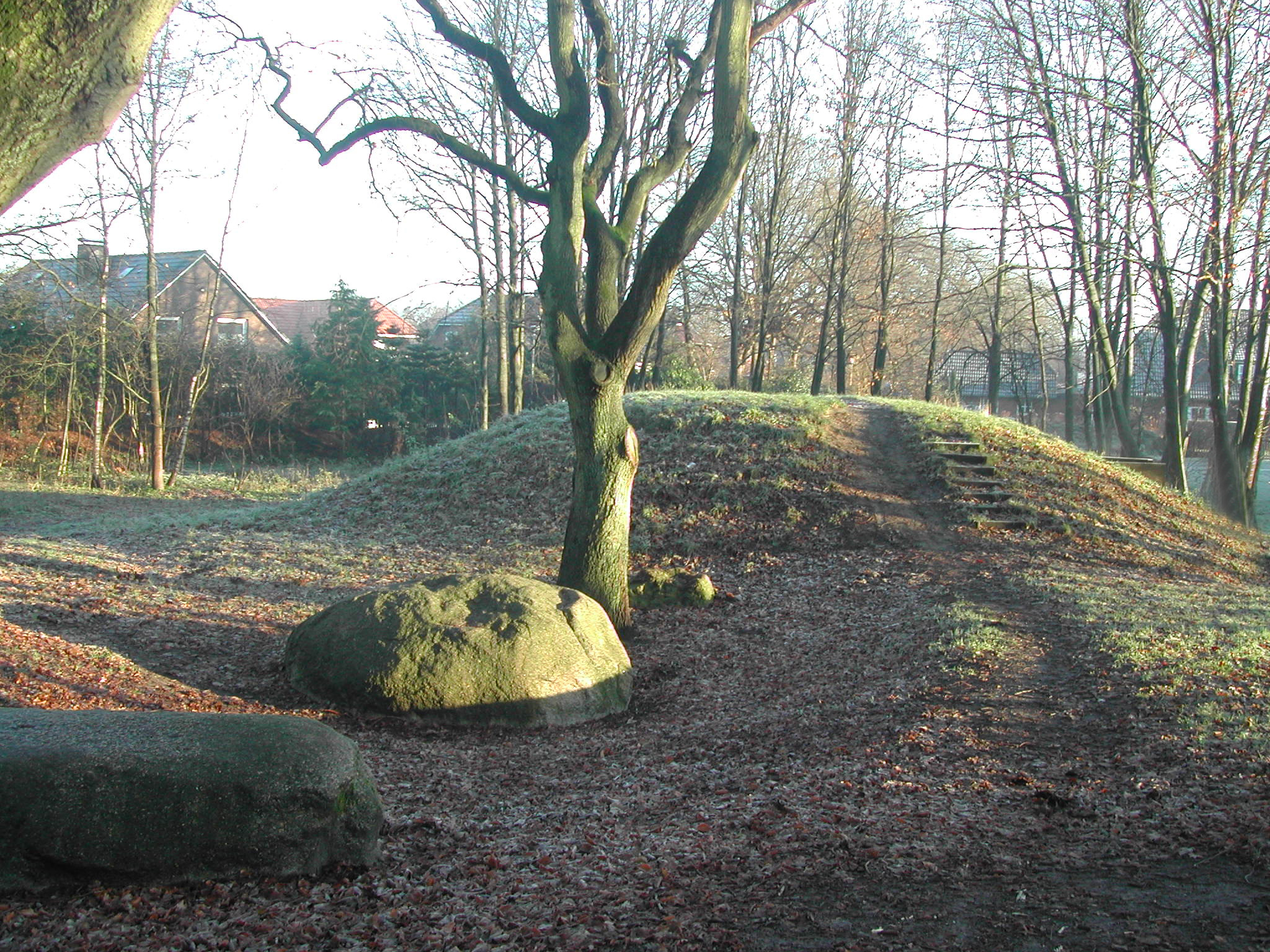
Stengraven Tannenhausen i Østfrisland, daterad till cirka. 3.000 år f.Kr.

I början av den yngre stenåldern (4000 f.Kr), även kallad tidigneolitisk, hade gravhögarna i sitt inre stenbyggda kamrar, först i formen av dösar, runt vilka en jordhög kastades upp som skydd för graven. De äldsta dösarna hade bara en enda sten som överliggare (taksten) och kallas efter högens form för runddös eller långdös. I slutet av tidigneolitiken täcktes kamrarna med flera stenar och då skapades gånggriften. Dösar var utformade  för begravning endast en person, men de användes senare för flera begravningar. En tradition med kollektiva gravar resulterade sedan i utvecklingen av i en gång till gravrummet i gånggriften (engelska passage grave). Under mellanneolitisk tid användes åter enskilda gravar av den snörkeramiska enkelgravskulturen. Den avlidne begravdes i vanlig grav, och sedan kastades en mindre hög upp över graven, Högen kunde vara mellan en och två meter hög. Högen kunde sedan användas igen för en ny begravning och därmed växte högen. Under slutet av stenåldern begravdes de död ibland i en stenkista, en hällkista, som också skyddades av en hög eller stensättning.

### Högar från bronsåldern

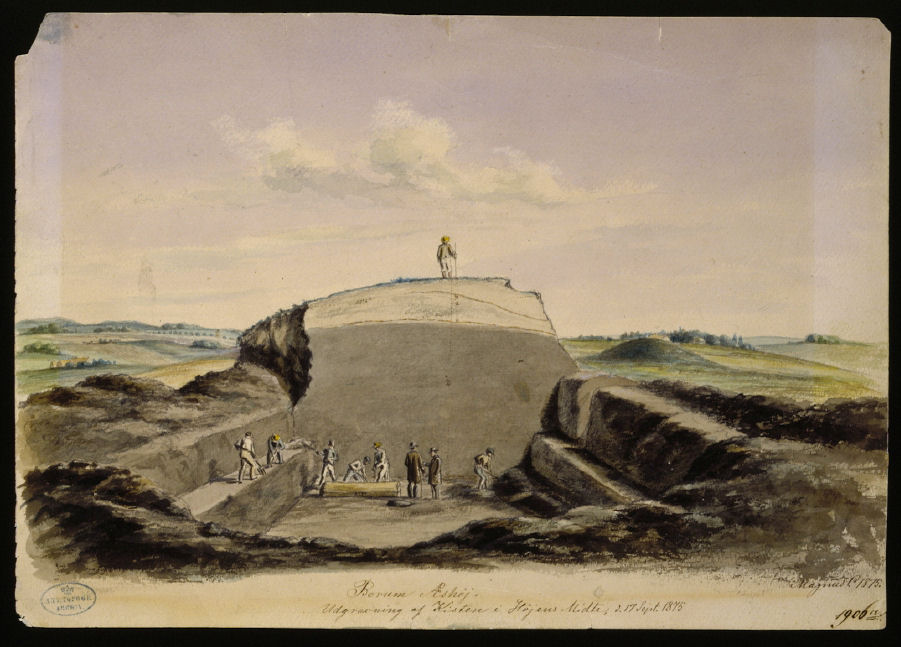
Man hittar en ekkista mitt i den utgrävda Borum Eshøj, Julius Magnus Petersen, 17 september 1875, Nationalmuseet

Under äldre bronsåldern förändrades sedvänjan att begrava de döda åter. De döda jordades ofta i ekkistor och över graven byggdes en stor hög ofta av grästorv. Ibland har ekkistorna bevarats eftersom ett lager av alv bildades runt kistan, som höll vattnet kvar i högen och den syrefria miljön hindrade träet från att förmultna. Ett exempel är på en välbevarad ekkistgrav är graven i Egtved, som hittades 1921 i gravhögen Storhøj. Danmark har stora gravhögar, varav Hohøj nära Mariager är störst. Högen har en diameter på 72 meter enligt danska wiki, medan 67 meter anges i en officiell källa, De flesta av dessa stora högar i Danmark härrör dock från bronsåldern.

### Järnålderns högar

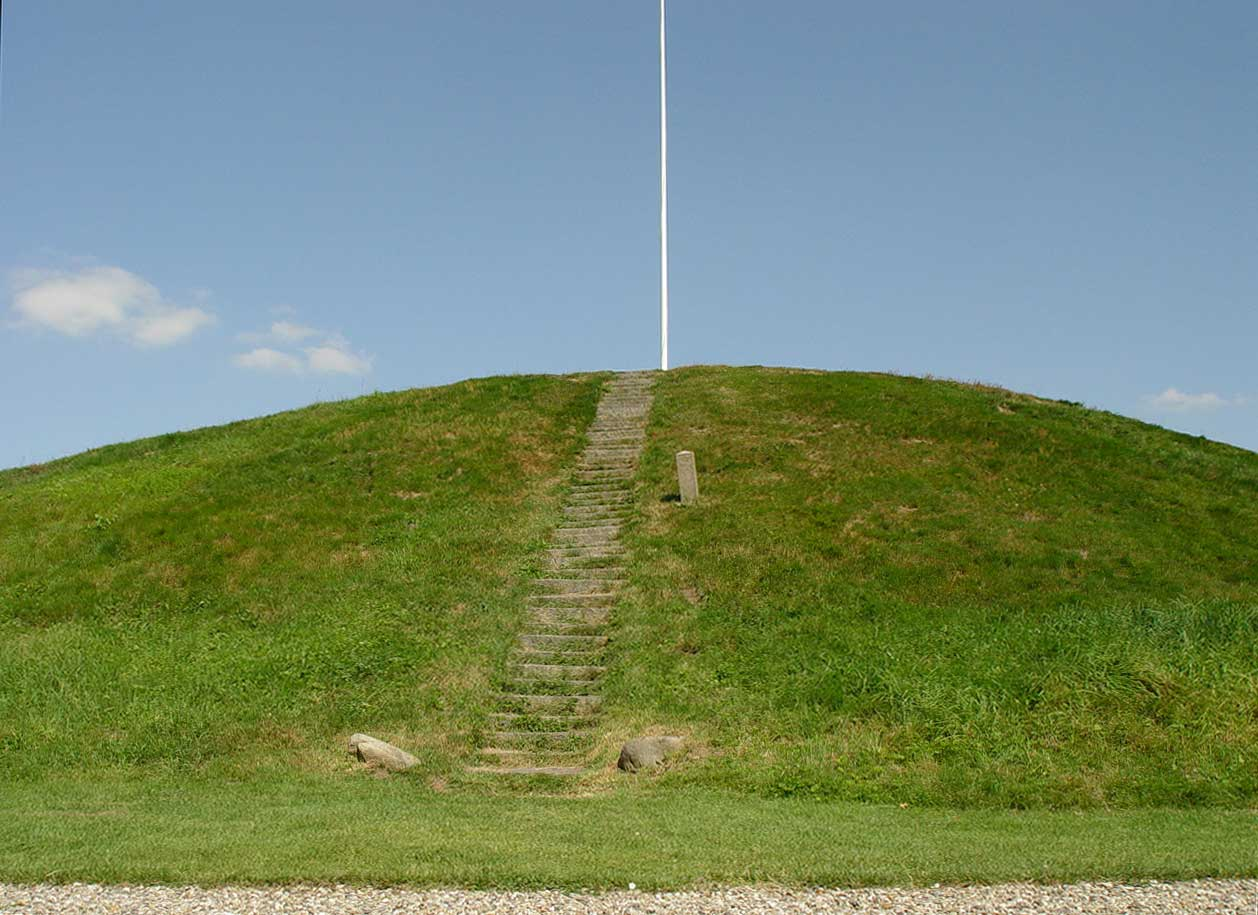
Gravhög vid Jelling Kirke.

Under förromersk järnålder kremerades ofta de döda och begravdes i urnegravar. I Danmark sattes urnorna ofta i en liten hög, knappt en meter hög, omgiven av kantränna. Denna typ av högar, som idag  istort har försvunnit på grund av bortodling, kallas en tuegrav. I slutet av yngre järnåldern och övergången till vikingatiden återkom de större högarna. Särskilt kända i Danmark är högarna i Jelling i Danmark. Jellinghehögarna  restes över Jellingeättens Gorm och Tyra  Den södra högen i Jelling, som stod färdig först omkring 975, är troligen Danmarks yngsta gravhög, eftersom landet sedan övergick till kristen tro, och danskarna inte längre höglade de döda.

### Försvunna högar

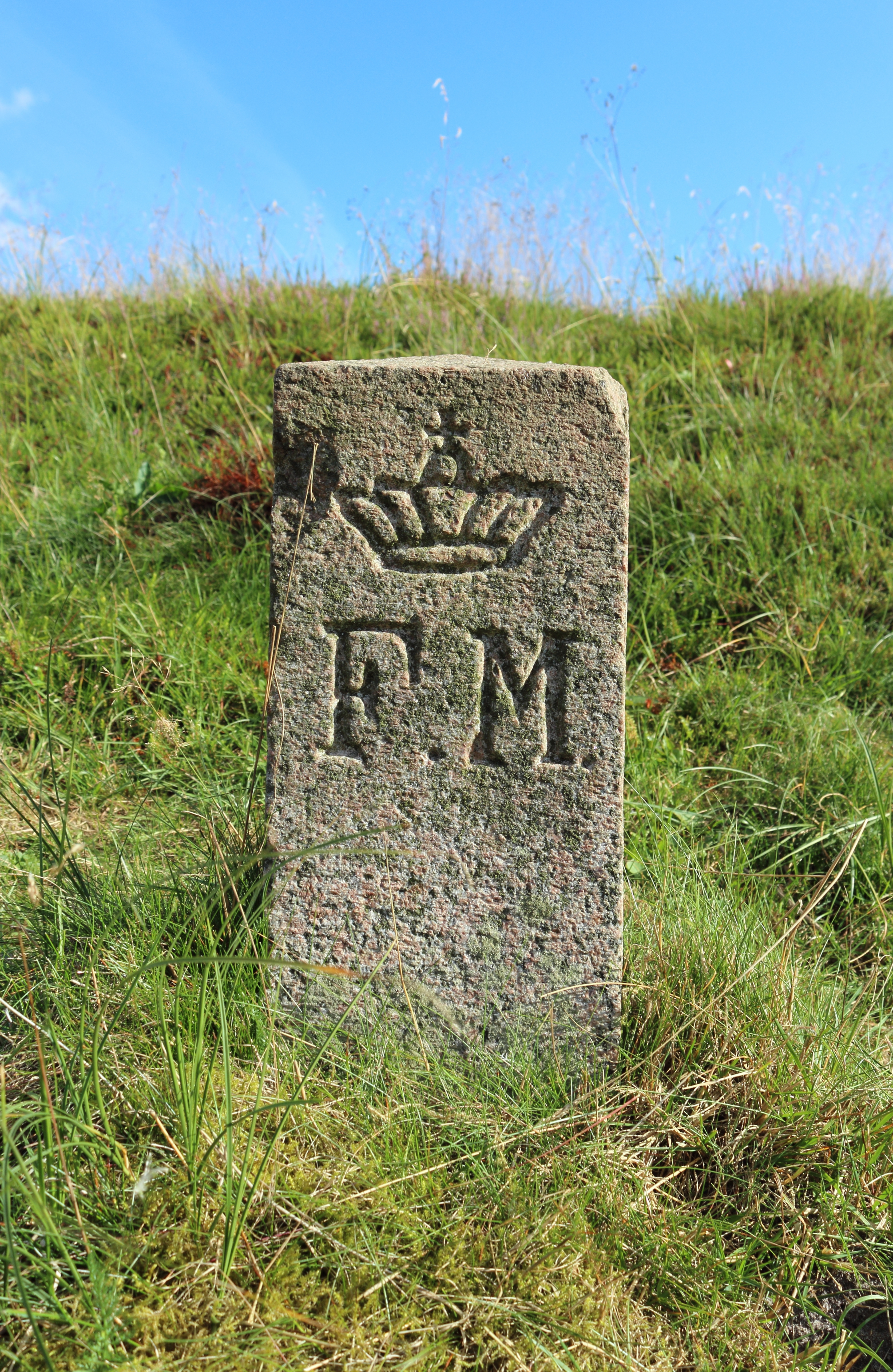
"Fredet Minde" markeringsten vid én av ättehögarna utanför Bruunshåb nära Viborg i Danmark.

Ett stort antal högar har försvunnit varav många har plöjts ner. Återstoden av högar kan uppfattas som en liten höjd eller en ljusare fläck i åkerfältet. Den danska bevarandelagen från 1937 ville freda de återstående högarna. Innan lagen trädde i kraft skyndade många markägare sig att ta bort högar de tyckte låg i vägen innan det var för sent. Men gravhögar med en kärna av sten som megalitgravar har troligen försvunnit för att täcka behovet av byggnadssten vid byggandet av kyrkor slott och ladugårdar med stenväggar.

### Anmärkningsvärda gravar
De kungliga gravarna vid Jelling är tillsammans med Jellings runstenar och Jellings kyrka listade på Unesco: s världsarvslista. Gravhögen vid Borum Eshøj är 38-40 meter i diameter och  7–9 meter hög och har gett fynd av en bevarad ekkistgrav. Lusehøj från yngre bronsåldern är 40 meter i diameter och cirka 8 meter hög. Skelhøj är omkring 30 meter i diameter. Vid Skelhøj har man drivit ett forskningsprojekt för att förstå hur ekkistgravarna har bevarats. En välkänd så kallad prinsgrav ( en skeppsgrav) är Ladbyhøj. 

## Gravhögar i Sverige

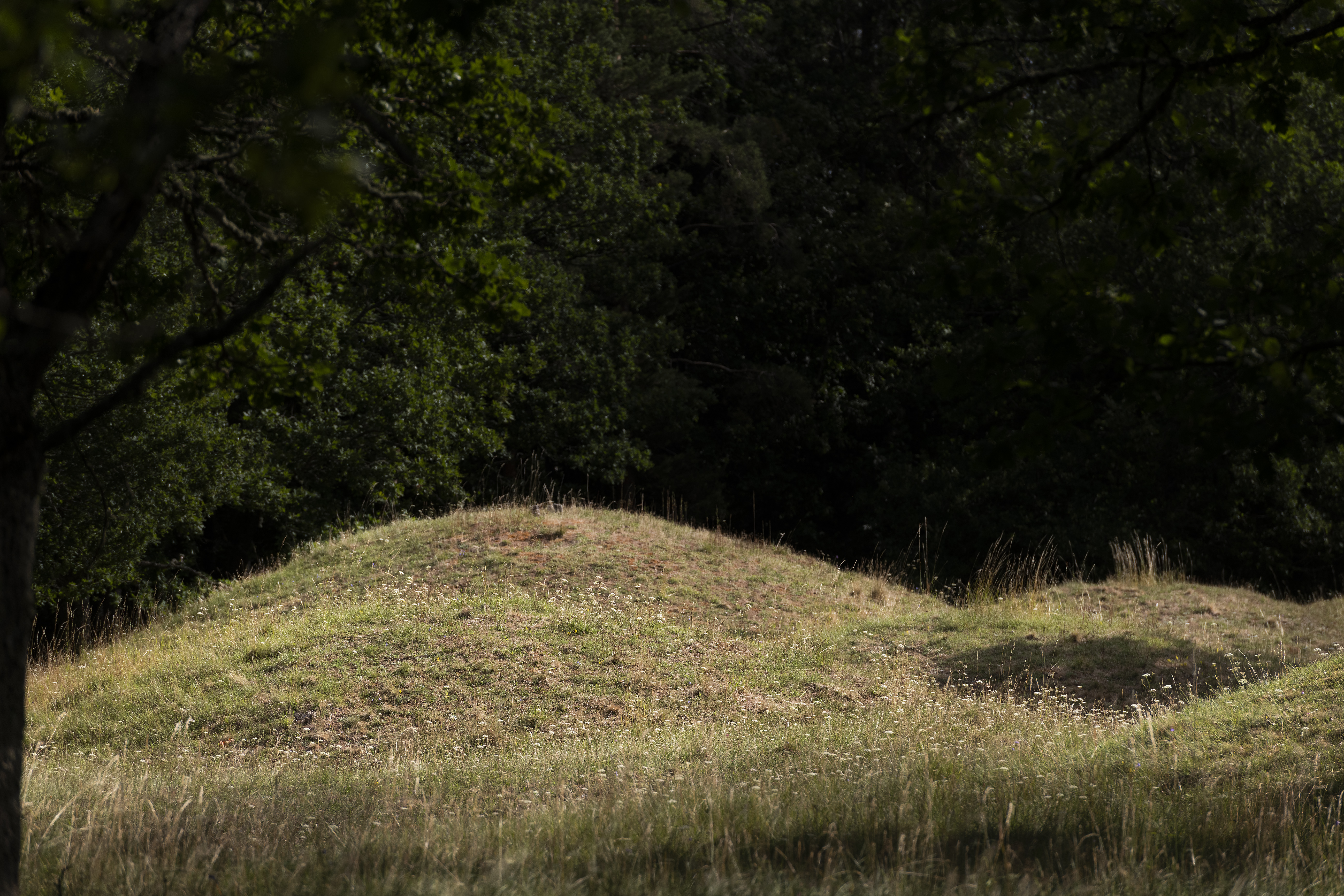
Högar på gravfältet Kapellsbacken, Malmslätt, Linköping

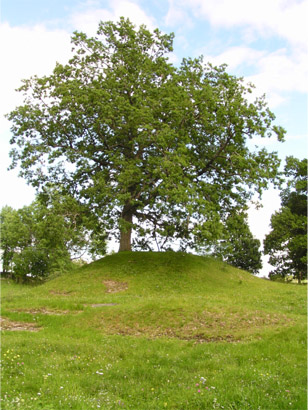
Gravhög från yngre järnåldern, på gravfält vid Gäverstad gård, Östergötland.

I Sverige är Uppland det landskap som har flest storhögar med drygt 30 kungshögar och omkring 170 storhögar. Hyenstrand anger 122 storhögar och 23 kungshögar i sitt arbete. 
De äldsta högarna  i Sverige var de så kallade långhögarna under tidigneolitisk tid och även stendösar täcktes ibland av högar eller stensättningar. Mycket vanliga blev gravhögar under den äldre bronsåldern. Begravning under hög förekommer då främst i Skåne, södra Halland och västra Blekinge men också utmed Lagan och vid Jönköping i Småland. I stora delar av Sverige ersätts högarna av stenrösen. Norr om jordhögarnas huvudsakliga utbredningsområde byggde man i norra Götaland samt Svealand och längs Norrlandskusten i stället stora gravrösen av sten utan att täcka dem med jord, vilket skiljer dem från slättbygdernas gravhögar. På Västkusten går gränsen mellan högar och rösen ungefär i mitten av Halland. I Danmark och Tyskland förekommer storhögar även inom den snörkeramiska kulturen under mitten av bondestenåldern, men denna tradition etablerades aldrig i Sverige.
Gravtraditionen med högar spreds till Sverige av den så kallade Hügelgräberkulturen i Mellaneuropa. Gravarna förekommer i olika storlekar redan under den äldre bronsåldern. Som regel har gravarna en centralgrav /primärgrav där en människa har begravts medelst en jordbegravning i träkista, hällkista eller urholkad trädstam. Ibland kan högarna ha byggts på och fler personer har sedan gravsatts i högen. Efter tredje perioden då kremering slår igenom finns ofta sekundärgravar anlagda i högarna som urnegravar eller brandgropar. Sedan att anlägga högar försvann inte helt under yngre bronsåldern utan tvärtom anlades en del mycket stora högar under yngre bronsålder (exempel Lusehøj). Skeppformiga stensättningar förekommer under hög under yngre bronsålder i nordvästra Skåne och Halland (exempel Lugnaro).
Större gravhögar antas ofta vara monument över begravda stormän. Antagandet vilar på att den stora arbetsinsatsen, som krävdes för att bygga högen. Graven storlek visade den dödes stora betydelse i livet. Jordvolymen i de största högarna kan vara trehundra gånger så stor som i en normalstor grav. Benämningen Kungshög kallas ibland de största gravhögarna som man har antagit innehålla begravda kungar eller stormän. Wikipedias Lista över kungshögar anger att dessa är vanligast i mellersta Sverige. Artikeln saknar källor och är relativt obearbetad. Fornminnesinventeringen har inte systematiskt använts för att ta fram materialet om storhögarna utan urvalsprincipen verkar vila på mera slumpmässiga grunder. Det råder dock ingen tvekan om att sedan att bygga mycket stora jordhögar som monument har varit särskilt stark i landskapen runt Mälaren under senare delen av järnåldern. De gravsatta i Gamla Uppsalas högar är anonyma för oss trots att försök har gjorts att knyta gravarna till kungar av yngligaätten.

### Placering, utformning och funktion
Bronsålderns högar placerades ofta på höjder med utsikt över landskapet. På bronsåldern var marken öppen med fri sikt men gravarna kan nu vara dolda av skogar. Havets lägre vattennivåer idag på 2000-talet gör att högarna läge vid forntida stränder ibland har gått förlorat. Detta gäller i stor utsträckning de norrländska kuströsena som efter en kraftig landhöjning ligger i inlandet flera mil från kusten, men ursprungligen byggdes de i havsnära lägen. Högarnas placering på höjder gärna utmed forntida vägsträckningar eller väl synliga för skeppsresenärer var avsiktlig, antingen som revirmarkeringar eller som monument över forntida mäktiga män vars begravningsplats skulle minna om deras insatser. Högarna och gravfälten hade en speciell funktion när det gällde att bevisa rättmätigheten i ägandet på platsen, eftersom långvarigt boende var det starkaste stöd man kunde anföra för sina markanspråk. I detta sammanhang förstår man lättare vilken manifestation högarna utgör – ättens tidigare generationer garanterar ättlingarnas rätt. Samma funktion skulle delvis övertas senare av de minnesrunstenar som ofta står just invid ett gravfält vid en storgård, vända mot sockenvägen eller ett vattendrag.
Naturligt finns de flesta högarna, som är av blygsamma dimensioner på gravfält som också innehåller mängder av mindre bemärkta gravar, ofta från flera perioder. Högar kan vara byggda på olika sätt och kan innehålla ett så kallat kärnröse över primärgraven. Högar av grästorv byggdes ofta under äldre bronsålder och de hade då ofta en kantkedja av större stenar. Ibland flera kantkedjor om högarna haft flera byggnadsfaser. Rösen är en typ av gravar ofta från stenrika marker som byggdes under äldre bronsåldern med samma syfte som jordhögarna. Grästorv innebar att stora områden av produktiv betesmark förstördes vilket påverkade landskapet på den jylländska hedmarken särskilt svårt. Gravhögar har efter att de anlagts använts för efterbegravningar och troligen även andra aktiviteter som samlingsplatser och liknande. Den sena bronsålderns och järnålderns gravhögar lades i många fall till den tidiga bronsålderns och de neolitiska gravhögarna. Gravhögar under bronsåldern kunde byggas i områden där det sedan tidigare fanns grav(hög)ar från neolitisk tid. Små diken runt högarna (kantrännor) anlades på många ställen och kan ha angett gränsen för gravens område eller gravens sfär. Detta var speciellt vanligt under den sena bronsåldern i Nederländerna och Aisnedalen i nordöstra Frankrike. Dessa gravar kallas för ringvallshögar och omges av en ringformig vall och en kantränna. De engelska högarna från Wessexkulturen har ofta kantrännor. Mindre högar som är vanliga på gravfält från sen järnålder i Sunnerbo i Småland har ofta också kantrännor.
Även om gravarna ser lika ut till det yttre kan man inte säga att de byggdes av samma skäl och att innebörden bakom gravarna har varit densamma genom historien. Förmodligen skilde sig ”idén” om gravarna delvis från tidsperiod till tidsperiod och dels från plats till plats, men några gemensamma drag är värda att nämna. I gravarna har inte hela den totala befolkningen gravlagts utan bara en mindre del av denna. Gravarna är alltför få för att rymma hela befolkningen. Den synliga delen av högen representerar den sista delen av skapandet av en begravningsplats. Platsen kan ha förändrats genom ombyggnader. Inre konstruktionsdetaljer kan berätta om gravens historia och i bästa fall kan den ge uppfattning om aktiviteter vid själva begravningen. Anläggningar såsom gropar, gravgömmor, gravkammare, stensättningar i graven, gravbål kan studeras.

### Storhög

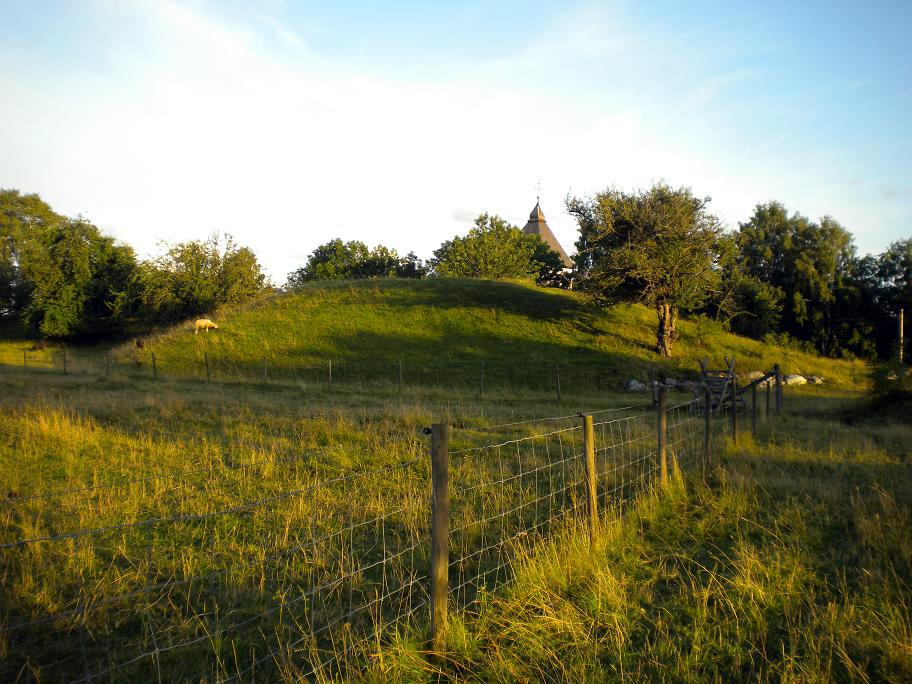
Kungshögen på Hovgården, Adelsö.

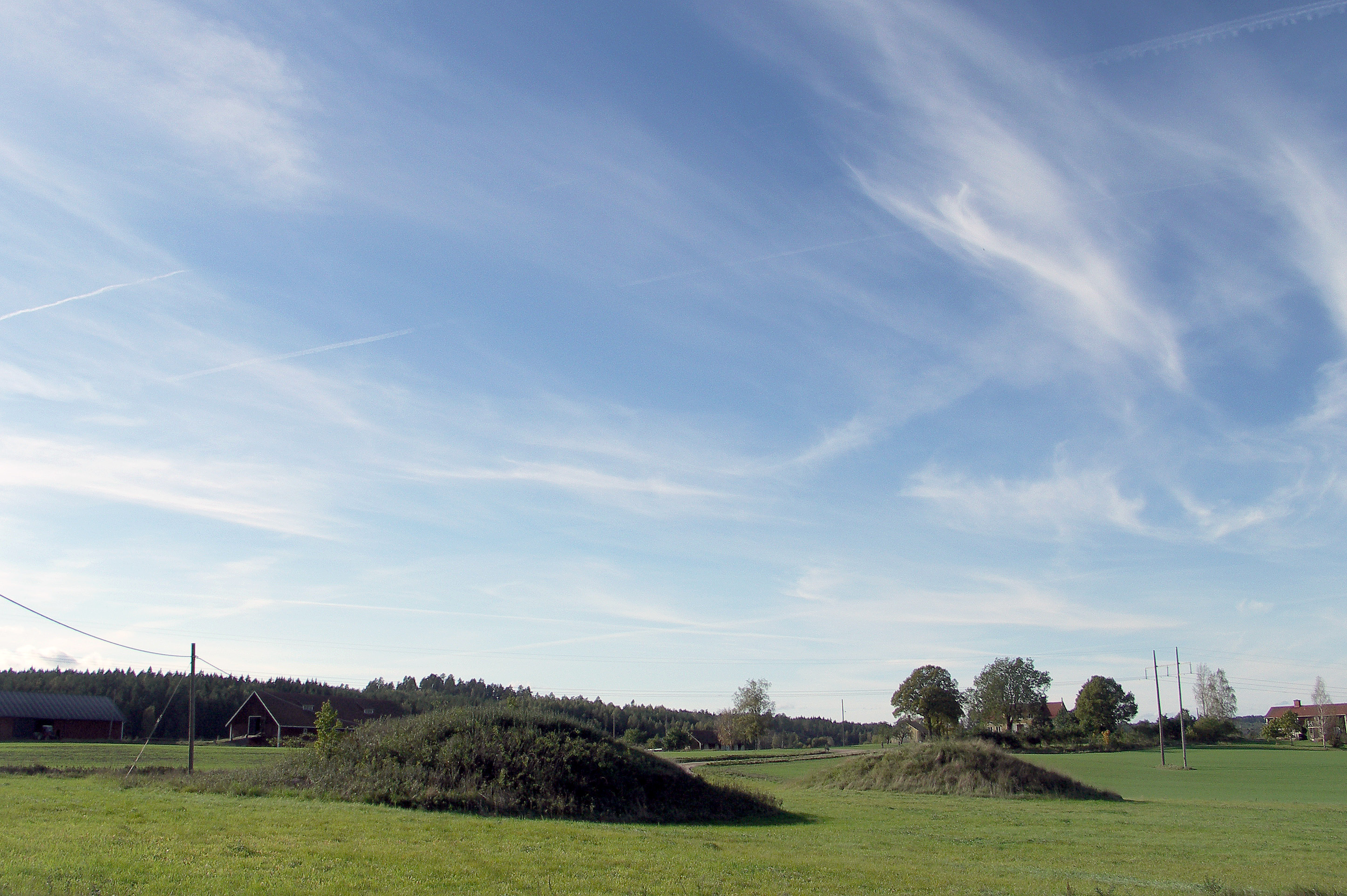
Storhögar vid Gunnerstad, Gamleby

En storhög är minst 20 meter i diameter. Åke Hyenstrand går i sin doktorsavhandling genom storhögar och kungshögar (över 30 meters diameter) i Uppland, Västmanland och Södermanland. Han har en tabell som anger 23 kungshögar och 122 storhögar i Uppland medan Södermanland har 15 kungshögar och 60 storhögar och slutligen Västmanland 8 kungshögar och 15 storhögar.
Storhögar tillhör två åtskilda tidsperioder, dels äldre bronsåldern då de är vanligast i Skånelandskapen och Småland, dels yngre järnåldern då de är vanligast i norra Götaland, Svealand och delar av Norrland. En hög som bryter mot mönstret vad gäller dateringar är den stora Hågahögen i Uppland som uppfördes under yngre bronsålder omkring år 1000 f.Kr. Bronsåldershögarna har ofta en halvcirkelformad profil, medan storhögarna från järnåldern brukar ha rakt avsläntade sidor samt en avplanad topp. Profilen kan således ge en viss ledning men inte definitivt svar i dateringen.
Synen på storhögar brukar utgå från den stora arbetsinsatsen som deras uppförande krävde och de betraktas ofta som stormansgravar. De dateras i Svealand oftast till yngre järnålder vendeltid och vikingatid. De äldsta storhögarna i Västergötland går tillbaka till 300-talet, där högen vid Hullsjön är ett exempel med daterbara guldföremål, medan Skalundahögen har daterats till början av 700-talet. Av de utgrävda storhögarna har några visat sig innehålla kvinnogravar, däribland en av de tre kungshögarna i Gamla Uppsala. Men det finns olika tolkningar hur dessa kvinnogravar ska tolkas.

#### Kungshög
Storhögar med en diameter på minst 30 meter benämns kungshögar. Dessa finns företrädesvis i Mälarlandskapen men flera exemplar återfinns också i andra jordbruksbygder i landet, flest i Västergötland av Götalandskapen. I likhet med andra kungshögar är de ofta från yngre järnåldern. Flera av kungshögarna är dock inte närmare daterade. Några av de allra största är högarna vid Högom i Medelpad (upp till 40 meter i diameter, från 400-500 e.Kr.), Inglinge hög i Småland (37 meter), Ottarshögen i Uppland (37 meter, cirka år 600 e.Kr.), Ströbo hög i Västmanland (40 meter), Grönehög i Bohuslän (upp till 50 meter, cirka år 500 e.Kr.), Ledbergs kulle i Östergötland (upp till 50 meter, mellan 780 och 990 e.Kr.), Nordians hög i Uppland (50 meter), Uppsa kulle i Södermanland (55 meter), Skalundahögen i Västergötland (65 meter, cirka år 600 e.Kr.), Anundshög i Västmanland (upp till 64 meter, cirka år 600 e.Kr.) och de tre Uppsala högar i Uppland (upp till 70 meter, 550-625 e.Kr.).

## Gravhögar i Norge
Raknehaugen i Romerike i Norge är Skandinaviens största gravhög, belägen på Hovin i Ullensaker kommun i Akershus. Den är 77 meter i diameter och ursprungligen 18 (?) meter hög. Enligt legenden innehöll den en kung begravd mellan två vita hästar. Raknehaugen anlades troligen under folkvandringstiden. Raknehaugen ansågs tidigare vara 95 m i diameter och 15 eller 19 m hög. Man har utnyttjat terrängen vid högbygget och högens uppbyggda del är egentligen bara 70x80 m i diameter och då bara 10-12 m hög.

### Förekomst
Endast i Norge och Sverige finns många storhögar under järnåldern. I övriga Nordeuropa är de ytterst fåtaliga från järnåldern (Müller-Wille 1992). I Norge är storhögarna spridda från söder och upp till Tröndelag. Tyngdpunkt är i södra och västra landet. I Vestlandet, förekommer storhögar även under bronsålder. Annars finns de i resten av landet bara under järnålder. 
Storhögar i Norge ligger i direkt anknytning till gårdar. Två avhandlingar  i Norge har skrivits on storhögar. Vestlandet behandlade Ringstad 1987, och Vestfold behandlade Gansum 1995. Norge har många undersökta storhögar sedan 1800-talet, mer än hundra bara i dessa två områden. Vestlandet har 80 grävda storhögar varav 14 var från bronsåldern. De flesta av högarna kunde dateras till romersk järnålder och folkvandringstid . Fyndmaterialet i högarna liknar vad som påträffats i svenska mälardalens storhögar. Vapen var ett vanligare fynd  i Västra Norge under främst yngre järnålder. Könsfördelningen var lika mellan män och kvinnor under äldre järnålder, Män var i flertal under yngre järnåldern. I Vestfold saknas storhögar från bronsålder. Inom järnåldern dominerar perioden 350- 550 e.Kr., den klassiska storhögsbyggartiden i landet. Storhögar från yngsta järnåldern är inte ovanliga och de kända båtgravarna från Oseberg och Gokstad i Vestfold hör till dessa. De flesta av Norges storhögar tillhör perioden 350-950 e.Kr.

### Borrehögarna
Vid Borre i Vestfold (Myhre 1992) har det funnits tiotalet storhögar, varav några över 45 meter i diameter och 5-6 meter höga. Platsen är känd i de isländska sagorna och även i Ynglingatal. Där gravlades två kungar av Ynglingaätten som var kungar i Vestfold. En av de stora högarna vid Borre har grävts ut. Den undersöktes 1852 och innehöll en rik båtgrav daterad till 900-talet e.Kr. Graven kan liknas vid Gokstad- och Osebergsfynden. Mindre undersökningar har gjorts av Björn Myhre Inom Borreprojektet sedan 1988 (Myhre 1992). Genom att gräva schakt i kanterna på flera av storhögarna har prover kunnat tas för 14C-analys, vilka givit dateringar till både vendeltid och vikingatid. I närheten väster om gravfältet hittades huslämningar med samma dateringar som storhögarna. Enligt Myhre blev Borre ett maktcentrum under 600-talet och  behöll denna position långt in i vikingatid. Ett liknande komplex av storhögar från folkvandringstiden som vid Gamla Uppsala och Högom har konstaterats vid Bertnem i Tröndelag framhållits, där tre storhögar ligger på rad. De tre högarna är 40-45 meter i diameter och 5-6 meter höga är inte undersökta. Dateringen av Bertnem är hypotetisk och grundas på att en närliggande boplats  hör samman med gravarna. Raknehaugen är undersökt i flera omgångar, senast 1939-40 av Sigurd Grieg, då den visade sig innehålla stora mängder timmer, cirka 75 000 stockar. Ingen tydlig gravgömma påträffades, men förekomster av brända människoben visar att Raknehauen inte är någon kenotaf som blev Griegs slutsats.  Stockarna i högen har 14C-daterats till 500-talet e.Kr.

### Kronologisk genomgång av olika gravhögar i Norge
I det skandinaviska området är de megalitiska gravarna från bondstensåldern de första höggravarna. I Norge är denna typ av gravar mycket fåtaliga. Hällkistor är likaså få i Norge och de flesta gravarna under bronsåldern täcks av rösen. Mindre stenkistor skyddade ibland urnegravar där gravgodset ofta begränsades till rakknivar, pincetter eller liknande. De stora högarna låg ofta ensamma på höjdlägen i terrängen, ofta långt från närmaste grav. Gravhögar byggda av jord finns i Norge särskilt i Rogaland. Undantag från regeln om ensamliggande högar finns på Rege i Soladär det fanns 7 gravhögar varav några har lämnat vackra fynd från bronsåldern. Reheia på Karmøy är ett annat exempel på gravfält med flera bronsåldershögar. Gravrösen dominerar på andra håll i västra och östra Norge. Gravfält med rösen kan vara mycket stora, ett exempel är Hunnfälten i Fredrikstad, som har över hundra gravar.
Norges största fält med gravhögar byggda av jord finns vid Vang i Oppdals kommun. Vanggravfältet består av cirka 900 förkristna gravhögar inom ett område på cirka 60 hektar. Begravningsplatsen användes under järnåldern från cirka 400 till 1000 e.Kr. Ungefär hälften av högarna har åtminstone delvis undersökts av arkeologer. Gravfältet är välbevarat och fynd har gjorts av vapen, importerade smycken och vågar. Alla fynd förvaras på universitetsmuseet i Trondheim och en del av föremålen är också utställda. 
Romersk järnålder (0-400 e.Kr.) är den tid då stora monumentala gravhögar byggs. De största högarna kunde vara 40 meter i diameter och 6-7 meter höga. Högarna var mestadels runda någon gång ovala, men mot slutet av perioden blev långhögar vanliga. De stora högarna var placerade i anslutning till gårdar och visade att här bodde en mäktig och inflytelserik familj. Sedan att bränna de döda fanns kvar men gravgåvor placerades i ökad utsträckning i gravar. Det blev efter en tid vanligare med kroppsbegravningar (inhumation). Skillnaden mellan olika gravar ökade också. Gravfält från denna tid är Veien i Buskerud som är Östlandets största gravfält från äldre järnålder med över 100 gravhögar. Vereide i Nordfjord har också gravhögar från romersk järnålder
Under folkvandringstiden (400-550 e.Kr) fortsätter den stora  variationen mellan olika gravhögarna och deras innehåll. Alla fick inte begravas i en egen gravhög, men de flesta gravar där mänskliga kvarlevor har hittats har yttre markeringar som en jordhög eller stenhög. Högarna storlek skiftade från 2-30 meter i diameter. Både kremeringar och inhumationer var vanliga, och kunde förekomma i samma grav. Kroppsgravarna kunde göras i en hällkista. Kistorna öppnades ofta och återanvändes inte sällan för brandgravar. Färre gravar är mycket rika och har gravgåvor av importerade föremål från till exempel Romarriket under romersk tid. Gravgåvorna har tolkats vara tecken på den dödes status. År 475 ändras begravningssederna, innan begravdes de döda ofta med brända djurben och björnklor. Efter 475 blev detta ovanligt. Efter 475 är obrända gravar vanligare, medan kremationer var vanligast före 475. Exempel på gravhögar från folkvandringstiden är Raknehaugen i Akershus och Halvdanshaugen i Buskerud.
Under den merovingiska perioden (550-800 e.Kr. = vendeltid i Sverige) blev begravningssederna enklare och gravhögarna färre. Rikt utrustade gravar saknas istort i södra och västra Norge. Seden med att både bränna och begrava kroppen fortsatte. I Nordnorge är alla gravar från den merovingiska perioden obrända. Det finns två sätt att förklara till nedgången i gravhögar under denna tid. En förklaring är minskad befolkningen orsakad av justinianska pesten och klimatförändringar till kallare klimat orsakat av vulkanutbrott. Den andra förklaringen är social. Makteliten är så säker på sin makt att de inte längre behövde visa upp sin status med stora gravhögar. Några stora gravhögar anläggs dock under denna tid. Jellhaugen i Østfold är från 600-700-talet. Gravfältet vid Borre i Vestfold anlades på 500-600-talet. Gravfältet var i bruk fram till cirka 900 e.Kr.
Under vikingatiden (800-1050 e.Kr. ) byggdes åter stora gravhögar i Norge. Särskilt hästar är vanliga fynd i gravhögen tillsammans med den avlidne. Blod från de offrade djuren kan ha druckits och delar av djuren ätits i samband med begravningen. I de rika gravarna från vikingatiden finns många personliga tillhörigheter, redskap och transportmedel som båtar och fartyg.  Mot slutet av vikingatiden blev begravning i högar gradvis sällsyntare och upphörde när kristendomen  tog över. Kända gravhögar från vikingatiden är skeppshögen vid Borre, Oseberghaugen och Gokstadhaugen, alla i Vestfold. I Østfold på ön Rolvsøy har ett fartyg hittats på Haugens gård. 300 meter längre norrut hittades Rostadskeppet och två kilometer söderut Valleskeppet. 
De stora gravfälten och de största högarna finns ofta i begränsade områden inom byarna. De ligger nära större gårdar, som ofta hade högkvalitativ jordbruksmark. De blev sedan ofta platser för kristna kyrkor. Dessa miljöer har tolkats som den socialt högre delen av bondebefolkningen miljöer i förhistorisk tid. Man försöker genom studier av gravhögar och fynd och deras utbredning förstå samhällets sociala och territoriella indelning.

### Kungshögar och storhögar

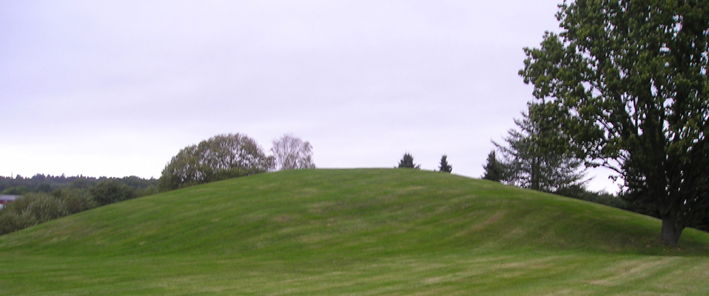
En av Norges mest kända gravhögar är Osebergshögen i Vestfold.

De största gravhögarna kallas även i Norge för kungshögar. Men i Norge menar man att bara högar med 40-50 meter i diameter och 5-10 meter i höjd är tillräckligt stora. Kungsgravar byggdes endast för personer av hög rang. Exempel på kungshögar är Borrehaugene, liksom Oseberghaugen, Gokstadhaugen, Karnilshaugen och Jellhaugen och Raknehaugen. Storhögar är i Norge 20–40 meter i diameter och 3–5 meter höga. Hövdingar och stora bönder kunde begravas i sådana högar. Sådana högar förekommer oftare. Gloppens kommun har flera sådana stora högar vid prästgården i Vereide. Grønhaug på Avaldsnes är också i denna klass. Den yngsta gravhögen i Norge är från 1930, då författaren Jacob Breda Bull begravdes utanför Yttre Rendalens kyrka.

## Finland
Har inte haft någon större tradition av begrava i högar. På Åland finns Godby högar ett gravfält med över 30 högar från sen järnålder. Bronsålderns gravar vid kusten var rösegravar (kummel) utan jordinblandning med järnålderns röse i Finland oftast är jordblandade.
Vid sjön Pyhäjärvis strand ligger ett av Finlands största gravfält med cirka 130 gravhögar från järnåldern. Gravfältet är ett de mest kända gravfälten med gravhögar från järnåldern. Invånarna i trakten begravde sina döda här och de flesta gravarna är från merovingertiden, på 600–700-talet e. Kr.

## Se även

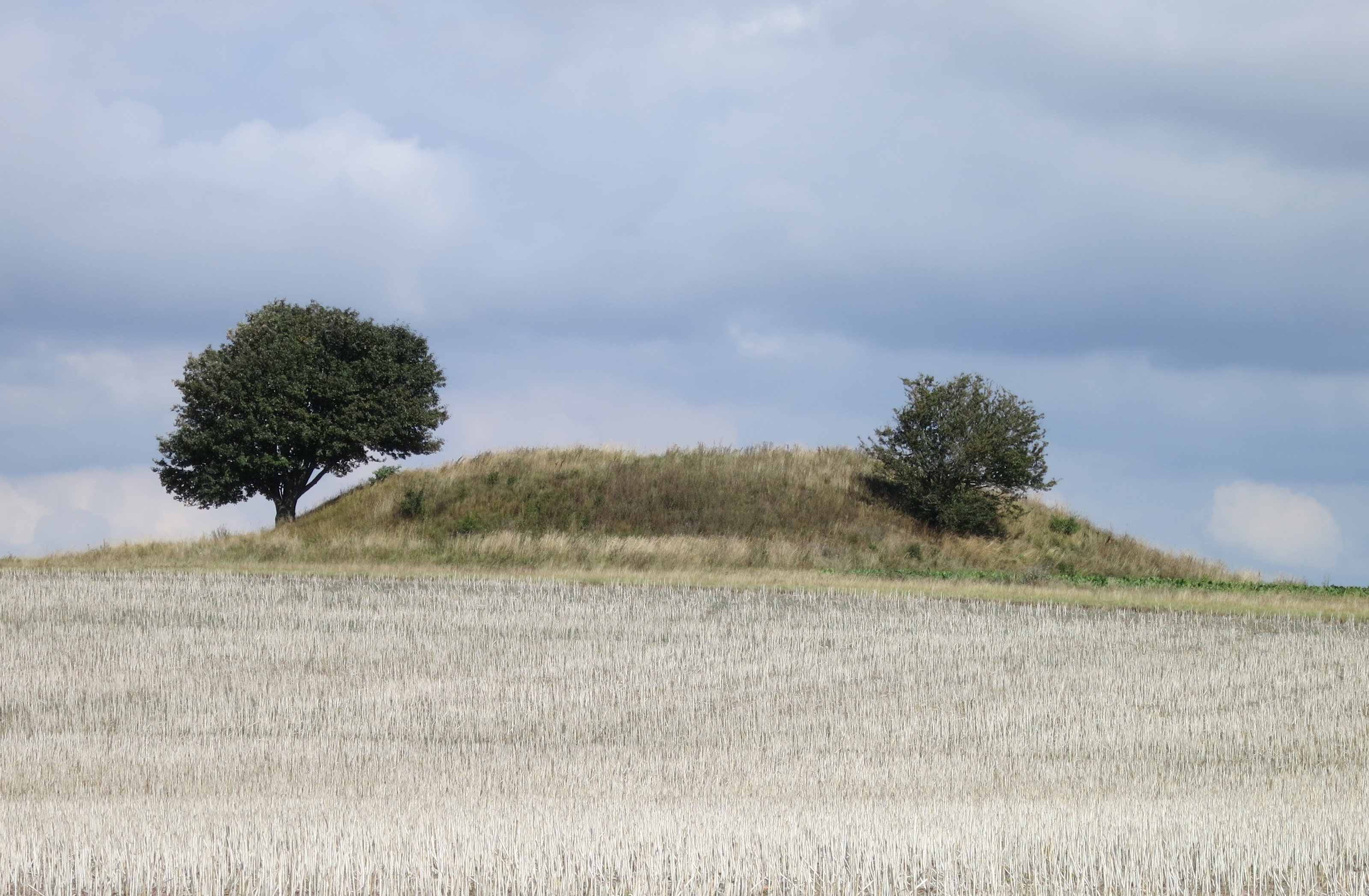
Vållehög strax öster om Vellinge i Skåne.